# Samsung Galaxy Gear
La Samsung Galaxy Gear est une smartwatch (montre connectée) développée par Samsung Electronics et dévoilée lors de l'événement Unpacked 2013, au Tempodrom de Berlin. Elle est conçue pour être utilisée avec un appareil compatible, essentiellement les appareils de la gamme Samsung Galaxy tournant au minimum sous Android 4.3.
Cette montre d'un centimètre d'épaisseur et 73,8 grammes, équipée d'un processeur mono-cœur tournant à 800 MHz (l'autonomie est de environ 25 heures) est en inox massif et dispose d'un écran Super AMOLED de 320 x 320 pixels (soit 278 dpi) et de 1,63 pouce (soit 4,14 cm). Son équipement téléphonique, est composé d'un haut-parleur et deux micros. Elle dispose par ailleurs du Bluetooth 4.0, et de 4 Go d'espace de stockage. Sa mémoire vive est de 512 Mo. Elle possède un accéléromètre et un gyroscope. Elle a sa disposition un appareil photo de 1,9 Mpx.
Son successeur, le Gear 2, a été présenté durant le Mobile World Congress de Barcelone 2014.
Tournant sous Android 4.3, une mise à jour permettait de passer sur Tizen.